# Dimension Zero
I Dimension Zero sono stati un gruppo musicale svedese fondato nel 1996 da Jesper Strömblad e Glenn Ljungström, i due chitarristi degli In Flames in quel periodo (Ljungstrom uscirà per via di divergenze musicali). Oltre a loro due si aggiunsero anche Hans Nilsson (dei Crystal Age) alla batteria e Jocke Göthberg alla voce.

## Storia del gruppo
Nel 1995 la band pubblica il demo Screams from the Forest e nel 1997 l'EP Penetrations From the Lost World.
Nel 1998 la band si scioglie in modo quasi definitivo, ma si ricompone nel 2000. Nel 2002 esce l'album Silent Night Fever, capace di ricevere vasti consensi dalla critica. Sempre nel 2002 Daniel Antonsson si unisce alla formazione per sostituire Johansson, non rientrato nella band nel 2000.
Nel 2003 esce This Is Hell, un lavoro che però non riesce a risaltare come il suo predecessore. Nell'agosto dello stesso anno Glenn Ljungstrom lascia la band. Dopo un lungo periodo di pausa, la band pubblica He Who Shall Not Bleed nel 2007, prima di decidere di sciogliersi nel 2008.
Nel maggio 2014 è stato annunciato che il gruppo si riunirà nuovamente per partecipare al Gothenburg Sound Festival, che si terrà nel gennaio 2015.

## Formazione
- Jocke Gothberg - voce (1995-1998, 2000-2008)
- Jesper Strömblad - basso (1995-1998, 2000-2008), chitarra (2006-2008)
- Daniel Antonsson - chitarra (2002-2008)
- Hans Nilsson - batteria (1995-1998, 2000-2008)

### Ex componenti
- Fredrik Johansson - chitarra (1996-1998)
- Glenn Ljungström - chitarra (1995-1998, 2000-2003)

## Discografia

### Album in studio
- 2002 - Silent Night Fever
- 2003 - This Is Hell
- 2007 - He Who Shall Not Bleed

### EP
- 1997 - Penetrations from the Lost World

### Demo
- 1995 - Screams from the Forest